# Гарре, Оскар
О́скар Альфре́до Гарре́ (исп. Oscar Alfredo Garré; 9 декабря 1956, Буэнос-Айрес) — аргентинский футболист, защитник. Играл за клубы «Феррокарриль Оэсте», «Уракан», «Хапоэль» (Кфар-Сава) и «Хапоэль» (Беэр-Шева). Провёл 37 матчей в составе сборной Аргентины. Чемпион мира по футболу 1986 года. Участник двух Кубков Америки.
После завершения карьеры игрока Оскар Гарре работал тренером. Тренировал клубы «Ланус» и «Универсидад Католика».

## Карьера

### Клубная
Гарре начал профессиональную карьеру в 1974 году, в клубе «Феррокарриль Оэсте» за который он выступал 15 лет до 1988 года. В составе «ферро» он стал двукратным чемпионом Аргентины в 1982 и 1984 годах. После этого он перешёл в «Уракан», за который провёл лишь 18 матчей и в следующем году вернулся обратно в «Феррокариль Оэсте». С 1989 по 1994 год он выступал за этот клуб. Всего за 21 год в клубе он сыграл 581 матчей, забив 16 голов. В 1994 году он уехал в Израиль, где выступал два года за «Хапоэль» (Кфар-Сава) и «Хапоэль» (Беэр-Шева).

### В сборной
В сборной Гарре дебютировал в 1983 году, на Кубке Америки того года он сыграл 4 матча. На чемпионате мира 1986 года он сыграл 3 матча на групповом этапе и в 1/8 финала. В четвертьфинале, полуфинале и финале он остался на скамейке запасных. На Кубке Америки 1987 он не сыграл ни одного матча. Всего за сборную он провёл 37 матчей.

## Семья
- Сын (старший) — Эсекьель Гарре[англ.] — аргентинский футболист
- Сын (младший) — Эмилиано Гарре[англ.] — аргентинский футболист
  - Внук — Гарре, Бенхамин — аргентинский футболист